# Gary Russell (giocatore di football americano)
Gary Russell (Columbus, 8 settembre 1986) è un giocatore di football americano statunitense attualmente free agent.

## Nella NFL
Stagione 2007
Presco dai rookie non selezionati dai Pittsburgh Steelers. È sceso in campo per la prima volta in una partita ufficiale il 2 dicembre contro i Cincinnati Bengals Ha giocato 3 partite di cui nessuna da titolare facendo 7 corse per 21 yard ed un tackle da solo.
Stagione 2008
Ha giocato 12 partite di cui nessuna da titolare facendo 28 corse per 77 yard con 3 touchdown"record personale", una ricezione perdendo 2 yard, 16 ritorni per 371 yard su kickoff ed 9 tackle"record personale" di cui 6 da solo. A fine stagione ha vinto il Super Bowl XLIII facendo pure un touchdown nella finale.
Stagione 2009
L'8 maggio ha firmato con gli Oakland Raiders per poi esser svincolato il 5 settembre nel taglio iniziale della nuova stagione regolare. Il 7 ottobre dopo esser stato nei Cincinnati Bengals ha rifirmato con i Raiders. Ha fatto il suo debutto da titolare il 18 ottobre contro i Philadelphia Eagles. Ha giocato 12 partite di cui 3 da titolare facendo 3 corse per nessuna iarda, 12 ricezioni per 96 yard"record personale", 18 ritorni su kick off per 330 yard con un fumble che è uscito dal campo di gioco, ha fatto 7 tackle di cui 5 da solo. Ha anche forzato un fumble recuperandolo.
Stagione 2010
È diventato restricted free agent.

## Vittorie e premi
- Super Bowl : 1 Super Bowl XLIII